# Upavon
Upavon est un village du Wiltshire, en Angleterre.  Comme son nom le suggère, il est situé au-dessus (Up) de l'Avon qui coule du nord au sud à travers le village. Il est situé 4 miles au sud de Pewsey, près de 10 miles au sud-est de Devizes, et près de 20 miles au nord de Salisbury.  Les routes A345 et A342 traversent le village. La plus grande partie d'Upavon est située entre 90 et 100 mètres au-dessus du niveau de la mer.    

## Base aérienne de Upavon
La base aérienne de Upavon est située 1 mile à l'est d'Upavon. Elle héberge la Central Flying School et la principale institution d'entrainement de pilotes de la Royal Air Force.  Elle est encore utilisée par les Air Training Corps pour l'entrainement des instructeurs et des pilotes de planeurs, et partage ses installations avec un club de planeurs, le Wyvern Army Gliding Club.